# Подольськ (Бакчарський район)
Подо́льськ (рос. Подольськ) — село у складі Бакчарського району Томської області, Росія. Входить до складу Вавіловського сільського поселення.

## Населення
Населення — 45 осіб (2010; 96 у 2002).
Національний склад (станом на 2002 рік):
- росіяни — 97 %